# .bu
.bu měla být národní doménou nejvyššího řádu pro Barmu. Oficiální název se ale v roce 1989 změnil na Myanmar, takže doména .bu nebyla nikdy použita. Namísto ní Myanmaru byla přidělena doména .mm.